# Praktmartorn
Praktmartorn eller grenig martorn (Eryngium × olivierianum) är en människoskapad hybridart i släktet martornar och familjen flockblommiga växter. Den beskrevs av François Delaroche 1807.
Arten är en korsning mellan Eryngium alpinum och Eryngium bourgatii och förekommer inte vilt i naturen utan odlas som prydnadsväxt. I Sverige kan den dock påträffas som kvarstående eller tillfällig.